# Catena del freddo
L'espressione catena del freddo indica il mantenimento dei prodotti surgelati ad una temperatura costante e comunque inferiore ai -18 °C lungo tutto il percorso dalla produzione alla vendita, comprese le fasi di trasporto, stoccaggio ed esposizione. Tale mantenimento è necessario per evitare processi di scongelamento, anche parziale; il successivo ricongelamento, avvenendo con modalità molto diverse dalla surgelazione iniziale, provoca in primo luogo un deterioramento delle proprietà nutrizionali ed organolettiche dell'alimento. Inoltre, ogni rottura della catena del freddo favorisce lo sviluppo di microrganismi, in modo più o meno grave a seconda della temperatura e della durata. La catena del freddo viene applicata a tutti quei prodotti che necessitano una temperatura costante per non intaccare le qualità organolettiche e non favorire lo sviluppo di batteri. Viene utilizzata per quei prodotti che hanno una data di scadenza breve, in inglese viene chiamata shelf life.
In modo analogo, l'espressione "catena del freddo" viene applicata anche a prodotti farmaceutici, che devono essere mantenuti a temperature costanti benché superiori allo zero (per esempio molti vaccini devono essere conservati a 2/8 °C), e ad altri prodotti alimentari non surgelati. La catena del freddo per gli alimenti è regolamentata dal DL n.110 del 1992, mentre il trasporto dei farmaci a temperatura controllata è regolamentato dalla direttiva comunitaria 2001/83/CE.
Ridurre l'intensità degli shock termici vuol dire difendere e preservare la qualità degli alimenti. La catena del freddo inizia dal produttore che deve assicurare la giusta temperatura di conservazione dei prodotti nella fase di produzione e trasporto, passa attraverso la fase di stoccaggio in piattaforme refrigerate, arriva nei magazzini di vendita e prosegue fino ai congelatori e frigoriferi dei clienti finali.
La rottura della catena del freddo riduce la durata del prodotto e quindi rende non veritiera la data di scadenza indicata sull'etichetta, provocando il deterioramento del prodotto.